# Lijst van beschermde soorten Wet natuurbescherming
In de Nederlandse Wet natuurbescherming was een lijst opgenomen met plantsoorten en diersoorten, die op grond van artikel 3.10 in de wet niet opzettelijk gedood, gevangen, geplukt of vernietigd mogen worden. Op dit verbod waren wel een aantal vrijstellingen mogelijk. Deze lijst verving de eerdere geldende rode lijst. Op 1 januari 2024 werd de Wet natuurbescherming vervangen door de Omgevingswet, artikel 3.10 is vervangen voor artikel 11.54 Besluit activiteiten leefomgeving (Bal)

## Lijst (geldend vanaf 1 juli 2021)

### Zoogdieren
- Aardmuis
- Boommarter
- Bosmuis
- Bunzing
- Damhert
- Das
- Dwergmuis
- Dwergspitsmuis
- Edelhert
- Eekhoorn
- Egel
- Eikelmuis
- Gewone bosspitsmuis
- Gewone zeehond
- Grote bosmuis
- Grijze zeehond
- Haas
- Hermelijn
- Huisspitsmuis
- Konijn
- Molmuis
- Ondergrondse woelmuis
- Ree
- Rosse woelmuis
- Steenmarter
- Tweekleurige bosspitsmuis
- Veldmuis
- Veldspitsmuis
- Vos
- Waterspitsmuis
- Wezel
- Wild zwijn
- Woelrat

### Amfibieën
- Alpenwatersalamander
- Bruine kikker
- Gewone pad
- Kleine watersalamander
- Meerkikker
- Middelste groene kikker
- Vinpootsalamander
- Vuursalamander

### Reptielen
- Adder
- Hazelworm
- Levendbarende hagedis
- Ringslang

### Vissen
- Beekdonderpad
- Beekprik
- Elrits
- Europese rivierkreeft
- Gestippelde alver
- Grote modderkruiper
- Kwabaal

### Dagvlinders
- Aardbeivlinder
- Bosparelmoervlinder
- Bruin dikkopje
- Bruine eikenpage
- Donker pimpernelblauwtje
- Duinparelmoervlinder
- Gentiaanblauwtje
- Grote parelmoervlinder
- Grote vos
- Grote vuurvlinder
- Grote weerschijnvlinder
- Iepenpage
- Kleine heivlinder
- Kleine ijsvogelvlinder
- Kommavlinder
- Pimpernelblauwtje
- Sleedoornpage
- Spiegeldikkopje
- Veenbesblauwtje
- Veenbesparelmoervlinder
- Veenhooibeestje
- Veldparelmoervlinder
- Zilveren maan

### Libellen
- Beekrombout
- Bosbeekjuffer
- Donkere waterjuffer
- Gevlekte glanslibel
- Gewone bronlibel
- Hoogveenglanslibel
- Kempense heidelibel
- Speerwaterjuffer

### Kevers
- Vliegend hert

### Planten
- Akkerboterbloem
- Akkerdoornzaad
- Akkerogentroost
- Beklierde ogentroost
- Berggamander
- Bergnachtorchis
- Blaasvaren
- Blauw guichelheil
- Bokkenorchis
- Bosboterbloem
- Bosdravik
- Brave hendrik
- Brede wolfsmelk
- Breed wollegras
- Bruinrode wespenorchis
- Dennenorchis
- Dreps
- Echte gamander
- Franjegentiaan
- Geelgroene wespenorchis
- Geplooide vrouwenmantel
- Getande veldsla
- Gevlekt zonneroosje
- Glad biggenkruid
- Gladde zegge
- Groene nachtorchis
- Groensteel
- Groot spiegelklokje
- Grote bosaardbei
- Grote leeuwenklauw
- Honingorchis
- Kalkboterbloem
- Kalketrip
- Karthuizeranjer
- Karwijselie
- Kleine ereprijs
- Kleine schorseneer
- Kleine wolfsmelk
- Kluwenklokje
- Knollathyrus
- Knolspirea
- Korensla
- Kranskarwij
- Kruiptijm
- Lange zonnedauw
- Liggende ereprijs
- Moerasgamander
- Muurbloem
- Naakte lathyrus
- Naaldenkervel
- Pijlscheefkelk
- Roggelelie
- Rood peperboompje
- Rozenkransje
- Ruw parelzaad
- Scherpkruid
- Schubvaren
- Schubzegge
- Smalle raai
- Spits havikskruid
- Steenbraam
- Stijve wolfsmelk
- Stofzaad
- Tengere distel
- Tengere veldmuur
- Trosgamander
- Veenbloembies
- Vliegenorchis
- Vroege ereprijs
- Wilde averuit
- Wilde ridderspoor
- Wilde weit
- Wolfskers
- Zandwolfsmelk
- Zinkviooltje
- Zweedse kornoelje